# Stanley Mazor
Stanley Mazor es un ingeniero estadounidense especializado en microelectrónica. Es uno de los coinventores de la primera arquitectura de microprocesador del mundo, el Intel 4004, junto con Ted Hoff, Masatoshi Shima y Federico Faggin.

## Primeros años
Mazor nació de padres judíos. De joven, su familia se trasladó a California, donde asistió al instituto de Oakland, del que se graduó en 1959. Se matriculó en la Universidad Estatal de San Francisco (SFSU), donde se especializó en matemáticas y estudió diseño y construcción de helicópteros como hobby. 
Mazor conoció a su futura esposa Maurine en la SFSU y se casaron en 1962. Al mismo tiempo, se interesó por la informática y aprendió a programar el ordenador IBM 1620 de la SFSU, ocupando un puesto de ayudante de profesor y enseñando a otros estudiantes a utilizar esta tecnología. Mientras tanto, siguió estudiando arquitectura informática en manuales técnicos fuera de la escuela.

## Resumen de su carrera
En 1964, se convirtió en programador de Fairchild Semiconductor, a lo que siguió un puesto como diseñador de ordenadores en el Departamento de Investigación Digital, donde co-patentó "Symbol", un ordenador de lenguaje de alto nivel. (El ordenador "Symbol" nunca se patentó como unidad completa, y la Oficina de Patentes de EE. UU. sólo recoge cuatro subunidades patentadas: 3,643,225: Sistema de Control de Memoria; 3.643.227: Sistema de Control de Flujo de Trabajo y Operación Multiprocesador; 3.577.130: Means for Limiting Field Length of Computed Data; y 3.647.348: Hardware-Oriented Paging Control System. El nombre de Mazor figura en esta última).
En 1969 se incorporó a Intel Corporation, que tenía un año de vida, y pronto le asignaron trabajar con Ted Hoff en un proyecto para ayudar a definir la arquitectura de un microprocesador -a menudo denominado "ordenador en un chip"- basado en un concepto desarrollado anteriormente por Hoff. 
El fabricante japonés de calculadoras Busicom pidió a Intel que completara el diseño y la fabricación de un nuevo conjunto de chips. Acreditado junto con Faggin, Hoff y Masatoshi Shima de Busicom como coinventor, Mazor ayudó a definir la arquitectura y el conjunto de instrucciones del nuevo y revolucionario chip, bautizado como Intel 4004.
Aunque hubo una reticencia inicial por parte del departamento de marketing de Intel a emprender el soporte y la venta de estos productos a los clientes en general, Hoff y Mazor se unieron a Faggin, diseñador del 4004 y líder del proyecto, e hicieron campaña activa para su anuncio a la industria y ayudaron a definir una estrategia de soporte que la empresa pudiera aceptar. Intel anunció finalmente el 4004 en 1971. 
Tras trabajar seis años como diseñador informático, Mazor se trasladó a Bruselas (Bélgica), donde siguió trabajando para Intel, ahora como ingeniero de aplicaciones que ayudaba a los clientes a utilizar los productos de la empresa. Regresó a California al año siguiente y empezó a dar clases, primero en el grupo de Formación Técnica de Intel y más tarde en la Universidad de Stanford y en la Universidad de Santa Clara. 
Diversos compromisos docentes le llevaron por todo el mundo, incluyendo Stellenbosch (Sudáfrica), Estocolmo (Suecia) y Nankín (China). En 1984, Mazor se incorporó a Silicon Compiler Systems. En 2008, Mazor fue Director de Formación de BEA Systems.

## Publicaciones
En 1993, cuando trabajaba en Synopsys, fue coautor, junto con Patricia Langstraat, de un libro sobre el lenguaje de diseño de chips titulado A Guide to VHDL. A lo largo de su carrera, Mazor también ha publicado cincuenta artículos.

## Reconocimiento
Shima y Mazor en el acto de entrega de los premios Fellows 2009 del Museo de Historia de la Computación.
Junto con sus coinventores Hoff, Faggin y Shima, ha recibido numerosos premios y reconocimientos, entre ellos el Ron Brown American Innovator Award, el Kyoto Prize de 1997 y el ingreso en el National Inventors Hall of Fame. 
En 2009, los cuatro fueron admitidos como miembros del Museo de Historia de la Computación "por su trabajo como el equipo que desarrolló el Intel 4004, el primer microprocesador comercial del mundo". 
En 2010, Mazor y sus coinventores Hoff y Faggin, fueron galardonados con la Medalla Nacional de Tecnología por el presidente Barack Obama.